# Блок 27 (2. сезона)
Друга сезона криминалистичко-драмске телевизијске серије Блок 27 емитоваће се током 2024. године на Суперстар ТВ. Друга сезона се састоји од 6 епизода.

## Радња
За две године од Растковог нестанка и њиховог силаска у ходнике Блока 27, Милица, Дарко и Богдан су се раздвојили. Пријатељства у основној школи јењавају, па тако и ово; осим повремених дописивања не одржавају везу. Једино што их нехотице подсећа на заједничку авантуру је велики мурал Растковог портрета још непознатог уметника.
После дуготрајне психотерапије, Милица је успела да убеди себе да је авантура у Блоку 27 само сан, халуцинација или плод њене маште изазване нестанком њеног брата и каснијим разводом њених родитеља.
Живи са мајком Љиљаном, у тешкој материјалној ситуацији под сталном тензијом.
Љиљана је раздражљива, између послова, стално на лековима и неопростива према себи због нестанка сина.
Милица се крије иза новостеченог имиџа екстровертне девојке; најпопуларнија је девојка у школи, стални гост на свим забавама. Дружење, журке, синтетичке дроге и антидепресиви помажу јој да бар накратко заборави трауме и потисне мисли Блока 27 и Растка, чије куцање у радијатор годинама није чула...

## Епизоде
| Бр. еп. (укупно) | Бр. еп. (у сезони) | Наслов | Редитељ      | Сценариста | Премијера |
| ---------------- | ------------------ | ------ | ------------ | ---------- | --------- |
| 7                | 1                  |        | Вук Ршумовић | TBA        | 2024.     |

1. ↑   https://tsmedia.rs/a21977/rs/uskoro/Blok-27-2.html. Недостаје или је празан параметар |title= (помоћ)